# المرتفعات الأردنية
المرتفعات الأردنية (بالإنجليزية: Jordanian Highlands)‏ هي سلسلة جبال في الأردن. تمتد شمالاً وجنوباً عبر الجزء الغربي من البلاد بين منخفض غور الأردن غرباً وبادية الشام شرقاً. المناطق المرتفعة هي موطن لمعظم سكان الأردن والمدن الكبيرة.

## جغرافياً
تمتد المرتفعات الأردنية حوالي 300 كيلومتر من الشمال إلى الجنوب. يحد المرتفعات من الشمال وادي نهر اليرموك الذي يشكل جزءًا من الحدود بين الأردن وسوريا. تمتد إلى الجنوب حتى حدود الأردن مع السعودية. من الهضبة إلى الشرق تظهر المرتفعات كسلسلة من التلال. إلى الغرب، تنخفض المرتفعات بشدة 1000 متر أو أكثر إلى أخدود وادي الأردن، الذي يحتوي على نهر الأردن والبحر الميت، بحيرة مالحة ذات سطح تحت مستوى سطح البحر.
ويتراوح ارتفاع القمم العليا من أكثر من 1200 متر في الشمال إلى 1700 متر في جبل مبارك في الجنوب. وتقطع المرتفعات عدة أودية بين الشرق والغرب، أو أودية، نحتتها تيارات دائمة أو متقطعة. تصب الوديان الشمالية في نهر الأردن الذي يتدفق جنوبا إلى البحر الميت. تفرِّغ الأودية الجنوبية في وادي عربة، والتي تتدفق شمالًا إلى البحر الميت.
المرتفعات مقسمة إلى ثلاثة أجزاء رئيسية. يُطلق على الجزء الشمالي اسم سواد الأردن، «الأرض الصالحة للزراعة في نهر الأردن»، ويقع بين نهر اليرموك في الشمال ونهر الزرقاء في الجنوب. كلا النهرين روافد لنهر الأردن. إربد، ثاني أكبر مدن الأردن، وعجلون هما أكبر المدن في هذا الجزء.
الجزء المركزي هو مرتفعات البلقاء التي تمتد من نهر الزرقاء جنوبا إلى وادي الموجب. وادي الموجب يصب في البحر الميت. عمان، عاصمة الأردن وأكبر مدينة في المرتفعات، تقع في هذا الجزء، وكذلك بلدتا السلط ومادبا.
الجزء الجنوبي يسمى جبل الشراة. الكرك هي أكبر مدينة في هذا الجزء، بالقرب من الطرف الجنوبي للبحر الميت. تقع مدينة بترا القديمة أيضاً في هذا الجزء من المرتفعات، على الجانب الغربي من المرتفعات التي تواجه وادي عربة.

## جيولوجياً
تشكلت المرتفعات من خلال أحداث تكتونية حديثة نسبياً (العصر النيوجيني - العصر الرباعي)، حيث تم رفع الحافة الشمالية الغربية للصفيحة العربية وهي تتحرك شمالاً وفي اتجاه عقارب الساعة.

## المناخ
يتراوح مناخ المرتفعات من الشمال إلى الجنوب ومع الارتفاع. يسودها مناخ متوسطي باتجاه الشمال والغرب وعلى المرتفعات العالية، مع فصول شتاء معتدلة ممطرة وصيف حار وجاف. يسودها مناخ صحراوي باتجاه الشرق والجنوب وعلى المرتفعات المنخفضة. يمتد موسم الأمطار من أكتوبر إلى مايو، مع هطول الأمطار بغزارة بين نوفمبر ومارس. يتراوح هطول الأمطار من 600 ملم سنويا في الجبال الشمالية إلى 50 ملم في المرتفعات الجنوبية وهضبة الصحراء الشرقية.